# 樺山可也

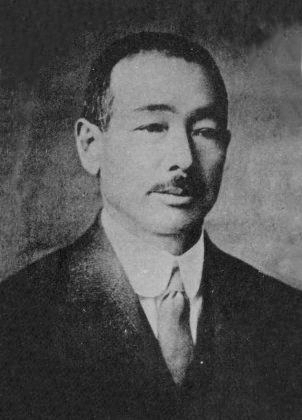
樺山可也

樺山 可也（かばやま かなり、1876年（明治9年）10月14日 - 1932年（昭和7年）10月27日）は、日本の海軍軍人（最終階級は海軍少将）、政治家（鹿児島市長）。族籍は鹿児島県士族。元フィギュアスケート選手・八木沼純子の曾祖父。

## 経歴
鹿児島県薩摩郡藺牟田村（現・薩摩川内市祁答院町藺牟田）出身。医者の次男である。1877年、父が西南戦争に西郷軍の軍医として出征、戦死した。可也は貧しい少年時代を送った。教科書を買う金がなかったため友達から借りて書き写し勉強した。
1898年12月、海軍兵学校（26期）を卒業し、1900年1月、海軍少尉任官。「大和」航海長などを経て、日露戦争に「和泉」分隊長として出征し、同砲術長となった。「日進」砲術長、海兵教官、「石見」砲術長などを経て、1910年11月、海軍大学校（甲種8期）を首席で卒業した。
「肥前」「鞍馬」の各砲術長、第2艦隊参謀、軍令部参謀、アメリカ駐在、カナダ駐在、「鹿島」副長、第3艦隊参謀、軍令部参謀（第2班第4課長）などを歴任し、1917年12月、海軍大佐に進級。
「周防」艦長、海大教官、「生駒」「長門」の各艦長、横須賀防備隊司令などを経て、1922年12月、海軍少将に昇進した。海軍砲術学校長、第1艦隊参謀長、呉鎮守府付、同参謀長、軍令部出仕を経て、1925年12月、予備役に編入された。のち、1929年7月から死去するまで鹿児島市長を務めた。

## 人物
住所は東京麻布三河台町。

## 栄典
位階
- 1900年（明治33年）2月20日 - 正八位[3]
- 1901年（明治34年）12月17日 - 従七位[4]
- 1903年（明治36年）12月19日 - 正七位[5]
- 1908年（明治41年）12月11日 - 従六位[6]
- 1914年（大正3年）1月30日 - 正六位[7]
- 1918年（大正7年）1月30日 - 従五位[8]
- 1922年（大正11年）12月28日 - 正五位[9]
- 1925年（大正14年）12月28日 - 従四位[10]

勲章
- 1902年（明治35年）5月10日 - 明治三十三年従軍記章[11]
- 1906年（明治39年）4月1日 - 功五級金鵄勲章・勲五等双光旭日章・明治三十七八年従軍記章[12]
- 1912年（明治45年）5月24日 - 勲四等瑞宝章[13]
- 1915年（大正4年）11月7日 - 勲三等旭日中綬章・大正三四年従軍記章[14]
- 1920年（大正9年）11月1日 - 大正三年乃至九年戦役従軍記章[15]
- 1925年（大正14年）1月27日 - 勲二等瑞宝章[16]

## 家族・親族
樺山家
- 父・健助（医者、西南の役軍医）[2]
- 兄・武熊（小学校校長）[2]
- 甥・研吉（鹿児島士族[1]、1900年 - ）
- 妻・ムメ（鹿児島士族・森長保の三女、1882年 - ）[1]
- 男・資英（外交官、1907年 - 1947年）[1][2] - 東京帝国大学法学部に進学し、1935年に外務省に入省、吉田茂駐英大使時代の日本大使館に勤め、1937年のジョージ6世 (イギリス王) の戴冠式パレードの日本向け実況中継も担当した[2]。翌年駐伊日本大使館に転任し、日独伊三国軍事同盟締結時には外務大臣松岡洋右の秘書官を務め、戦後吉田内閣の外務省情報部に勤務したが、胃がんにより39歳で早世[2]。1936年に結婚した妻の米子は松方正義の子・乙彦の娘で、夫の没後シティバンクに勤めて遺児を育て、定年退職後もホテルのコンシェルジュとして69歳まで働き続けた[2]。長男はドイツで就業、長女はイタリアへ留学し、その長女の子にフィギュアスケーターの八木沼純子がいる[2]。

親戚
- 義兄 長﨑卓見 - 陸軍将校、姉・樺山トクの夫[要出典]